# هاوزن (تورینگن)
هاوزن (به آلمانی: Hausen) یک شهر در آلمان است که در آیشسفلد واقع شده‌است. هاوزن ۴۶۰ نفر جمعیت دارد.